# 罗甜甜
罗甜甜（1995年7月12日—），江苏溧阳人，中国女子曲棍球运动员。她曾代表中国国家队参加2020年夏季奥林匹克运动会曲棍球比赛，获得第九名。